# Hobotalk
Hobotalk ist eine schottische Folk-Rockband um den Singer-Songwriter Marc Pilley.

## Bandgeschichte
Pilley, der als Schlagzeuger angefangen hatte, begann 1989 eigene Songs zu schreiben. Zusammen mit dem Gitarristen Ross Edmond, dem Bassisten Al Denholm und dem Schlagzeuger Ian Bruce gründete er in den späten 1990er Jahren Hobotalk. 1999 veröffentlichten Hobotalk ihre Debüt-EP Pictures of Romance auf Hut Records. Nach der Veröffentlichung spielte die Gruppe als Vorband von Gomez in Schottland. Das Debütalbum Beauty in Madness erschien 2000. 2002 trennte sich die Band von Hut Records. Erst 2005 wurde das zweite Album Notes on Sunset auf Circular Records im Vereinigten Königreich bzw. Glitterhouse Records in Europa veröffentlicht.
2007 erschien das Album Homesick for Nowhere, 2008 Alone Again Or.

## Diskographie
- 1999: Pictures of Romance (EP)
- 2000: Beauty in Madness
- 2004: A Chair by the Window (nur auf Konzerten erhältlich)
- 2005: Notes on Sunset
- 2007: Homesick for Nowhere
- 2008: Alone Again Or